# Eddie Holland
Edward "Eddie" Holland, Jr. (født 30. oktober 1939) er en amerikansk sanger, sangskriver og pladeproducer.
Holland blev født i Detroit, Michigan. Han mødte Berry Gordy i 1958, der skrev et par sange til Holland, bl.a. "You" (Mercury, 1958). Da Gordy grundlagde Motown Records i 1959, blev Eddie Holland en af de første artister, der blev tilknyttet pladeselskabet. Holland udgav en række singler og opnåede i 1961/62 et hit med "Jamie" skrevet af Barrett Strong og William Stevenson.
Fra 1962 begyndte Eddie Holland tillige at skrive og producere sange for Motown Records sammen med sin bror Brian Holland og Lamont Dozier under navnet Holland-Dozier-Holland. Holland-Dozier-Holland skrev og producerede i 1963 og 64 en række sange til Eddie Holland ("Leaving Here", "Just Ain't Enough Love" og "Candy to Me"), der alle blev mindre hits.
På trods af succesen som sanger led Eddie Holland af sceneskræk og Holland indstillede karrieren som udøvede kunstner i 1964 og koncentrerede sig herefter alene om sangskrivning og pladeproduktion i Holland–Dozier–Holland, der hurtigt blev det centrale omdrejningspunkt i Motown og den karakteristiske Motown-lyd. Med Holland–Dozier–Holland skrev og producerede Eddie Holland en lang række hits for bl.a. Martha and the Vandellas, The Supremes, The Four Tops og The Isley Brothers.
Eddie Holland fungerede i teamet primært som tekstforfatter og arbejdede også med produceren Norman Whitfield om tekster til sange som Whitfield producerede for The Marvelettes og The Temptations, eksempelvis "Ain't Too Proud to Beg," "Beauty Is Only Skin Deep," og "(I Know) I'm Losing You.
Eddie Holland forlod Motown sammen med Brian Holland og Lamont Dozier og etablerede i 1969 pladeselskabet Hot Wax og senere HDH Records, uden at teamet dog opnåede den massive succes, som de havde oplevet på Motown.
Eddie Holland er optaget i Songwriters Hall of Fame sammen med de øvrige medlemmer af Holland-Dozier-Holland.

## Diskografi (som artist)

### Singler
Alle singler er udgivet på Motown Records med mindre andet er angivet. Alle Hollands singler på Mercury og United Artists var produceret af Motowns grundlægger Berry Gordy, men udgivet på andre pladeselskaber for national distribution.
- 1958 - "You" (Mercury)
- Januar 1959 - "Merry-Go-Round" (oprindelig udgivet på Tamla, senere på United Artists)
- 1960 - "Because I Love Her" (United Artists)
- 1960 - "Magic Mirror" (United Artists)
- 1960 - "The Last Laugh" (United Artists)
- Oktober 1961 - "Jamie" (US #30, US R&B #6)
- April 1962 - "You Deserve What You Got"
- Maj 1962 - "If Cleopatra Took A Chance"
- August 1962 - "If It's Love (It's Alright)"
- December 1962 - "Darling I Hum Our Song"
- Juni 1963 - "Baby Shake"
- Oktober 1963 - "I'm on the Outside Looking In" b/w "I Couldn't Cry If I Wanted To"
- December 1963 - "Leaving Here" (U.S. #76, U.S. R&B #27)
- Maj 1964 - "Just Ain't Enough Love" (U.S. #54, U.S. R&B #31)
- August 1964 - "Candy to Me" (U.S. #58, U.S. R&B #29)

### Album
- 1962 - Eddie Holland[2]

I 2011 udgav det britiske label Ace et bokssæt It Moves Me: The Complete Recordings 1958-1964med samtlige Eddie Hollands soloindspilninger.

## Eksterne links
- Eddie Holland på Allmusic
- Eddie Holland på Discogs
- Eddie Holland på Discogs
- Eddie Holland på MusicBrainz
- Oral History, Eddie Holland shares moments of his life story and career Arkiveret 7. januar 2014 hos  Wayback Machine, interview af 12. maj 2004, NAMM (National Association of Music Merchants) Oral History Library (engelsk)
- Biografi på Arkiveret 27. december 2013 hos  Wayback Machine Songwriters Hall of Fame